# Michel Murr
Michel Murr (ur. 29 września 1932 w Bitighrinie, zm. 31 stycznia 2021) – prawosławny przedsiębiorca i polityk libański, były minister spraw wewnętrznych, członek parlamentu libańskiego, reprezentujący chrześcijański okręg Al-Matin. Był przywódcą Bloku Metn, wchodzącego w skład prosyryjskiego Bloku Zmian i Reform. Jest ojcem wicepremiera i ministra obrony, Eliasa Murra. Przez pewien czas był również teściem zamordowanego publicysty Dżubrana Tueniego. Jego wnuczka, dziennikarka Najla Tueni-Maktabi jest niezależną deputowaną z ramienia Sojuszu 14 Marca.
Zmarł 31 stycznia 2021 roku na COVID-19, podczas światowej pandemii tej choroby, miał 88 lat.